# Båsbolken
Der Båsbolken (norwegisch für Kastenblock) ist ein Felssporn im ostantarktischen Königin-Maud-Land. Im Mühlig-Hofmann-Gebirge ragt er am Kopfende des Tals Tvibåsen auf und teilt dieses dort in zwei Hälften.
Norwegische Kartografen, die ihn auch deskriptiv benannten, kartierten ihn anhand von Vermessungen und Luftaufnahmen der Dritten Norwegischen Antarktisexpedition (1956–1960).